# قاعدة بيانات مختبر الدفع النفاث لأجرام النظام الشمسي الصغيرة
قاعدة بيانات مختبر الدفع النفاث لأجرام النظام الشمسي الصغيرة JPL Small-Body Database (SBDB) هي قاعدة بيانات فلكية حول ألأجرام الصغيرة في المجموعة الشمسية. يتم الحفاظ والإشراف عليها من قبل مختبر الدفع النفاث (JPL) والوكالة الوطنية للفضاء والطيران ناسا. توفر القاعدة بيانات لجميع الكويكبات المعروفة والعديد من المذنبات، بما في ذلك المعايير والرسوم البيانية المدارية والرسوم البيانية المادية، وتفاصيل الاقتراب الوثيق، والقياس الفلكي الراداري، وظروف الاكتشاف، والتسميات البديلة وقوائم المنشورات المتعلقة الجسم الصغير. تُحدَّث قاعدة البيانات على أساس يومي عند توفر ملاحظات جديدة. في أبريل 2021، بدأت قاعدة بيانات مختبر الدفع النفاث لأجرام النظام الشمسي الصغيرة باستخدام التقويم الفلكي الكوكبي (DE441) ومضطرب الجسم الصغير SB441-N16. تحصل معظم الأجسام مثل الكويكبات على حل ثنائي الجسم (الشمس + الجسم) يُعَاد حسابه مرتين في السنة. عادةً ما تُحسَب مدارات الجسمين للمذنبات في وقت قريب من ممر الحضيض الشمسي (أقرب اقتراب/نهج للشمس) بحيث يكون مدار الجسمين أكثر دقة بشكل معقول لكل من الحضيض الشمسي وبعده. بالنسبة لمعظم الكويكبات، تُحَدَّث الحقبة المستخدمة لتحديد المدار مرتين في السنة. أُدرِجَت حالات عدم اليقين المدارية في قاعدة بيانات الأجسام الصغيرة في مختبر الدفع النفاث على مستوى 1 سيجما.
في 27 سبتمبر 2021، خضعت ديناميكيات موقع الويب الخاص بمختبر الدفع النفاث لأجرام النظام الشمسي الصغيرة لترقية كبيرة.
حُسِب 233000 مدار في أغسطس 2021، وفي آخر 12 شهر حُسِب أكثر من 3.3 مليون مدار.

## روابط خارجية
- البحث في قاعدة بيانات الجسم الصغير

- استعلام قاعدة البيانات ذات الجسم الصغير